# Ekstraklasa polska w piłce siatkowej mężczyzn
I liga polska seria A w piłce siatkowej mężczyzn (potocznie nazywana Ekstraklasą) – od sezonu 1954 do sezonu 1999/2000 najwyższa w hierarchii klasa męskich ligowych rozgrywek siatkarskich w Polsce, będąca jednocześnie najwyższym szczeblem centralnym (I poziomem ligowym). Zmagania w jej ramach toczyły się cyklicznie (co sezon), systemem kołowym i przeznaczone były dla najlepszych polskich klubów piłki siatkowej. Ich tryumfator zdobywał tytuł Mistrza Polski, zaś najsłabsze drużyny relegowane były do klasy rozgrywkowej drugiego szczebla ligowego: do sezonu 1989/1990 II ligi, a od sezonu 1990/1991 I ligi serii B. Czołowe zespoły klasyfikacji końcowej każdego sezonu uzyskiwały prawo występów w europejskich pucharach w sezonie następnym. Organizatorem i organem prowadzącym rozgrywki przez pierwsze cztery sezony był Główny Komitet Kultury Fizycznej (GKKF), a od edycji 1957/1958 – Polski Związek Piłki Siatkowej (PZPS).

## Historia
Zhierarchizowany system męskich ligowych rozgrywek siatkarskich w Polsce został wprowadzony przez Główny Komitet Kultury Fizycznej w listopadzie 1953, a jego najwyższemu szczeblowi nadano szyld Klasy wydzielonej. Jej premierową edycję przeprowadzono w sezonie 1954 (grano systemem "wiosna-jesień"), do którego przystąpiło 8 drużyn, zaś pierwszym mistrzem został AZS-AWF Warszawa. 30 czerwca 1957 - z chwilą formalnego utworzenia PZPS - nazwę tego poziomu przemianowano na I liga, z siatkarską centralą jako organizacją zarządczą i prowadzącą zmagania. Od sezonu 1957/1958) rywalizacja toczona była według modelu "jesień-wiosna". Do premierowej edycji przystąpiło 12 zespołów, z których najlepszym okazał się AZS-AWF Warszawa, a do II ligi spadli Czarni Wrocław i Gwardia Białystok. Przed rozpoczęciem sezonu 1969/1970 zmniejszono liczbę drużyn w najwyższej klasie z 12 do 8. Kolejna reforma miała miejsce w 1973 (przed inauguracją sezonu 1973/1974), gdy wprowadzono 10-zespołową I ligę. W ten sposób grano do 1989, kiedy ponownie powiększono ekstraklasę do 12 ekip, lecz tylko na jeden sezon 1989/1990. W 1990 dokonano bowiem podziału I ligi na I ligę serię A oraz I ligę serię B. I liga seria A składała się z 8 drużyn. Do 12 klubów powrócono w sezonie 1997/1998 i system taki obowiązywał do ostatniej edycji tej niezawodowej ligi, tj. sezonu 1999/2000. Funkcjonowała ona do zakończenia sezonu 1999/2000, a 30 czerwca 2000 - podczas posiedzenia PZPS w Poznaniu - została rozwiązana. Na jej miejsce powołano ligę zawodową - Polską Ligę Siatkówki, za której prowadzenie odpowiada Profesjonalna Liga Piłki Siatkowej SA (PLPS SA).

## Medaliści Mistrzostw Polski
| Sezon | Mistrz                 | Wicemistrz               | III miejsce              |
| ----- | ---------------------- | ------------------------ | ------------------------ |
| 1954  | AZS-AWF Warszawa       | Gwardia Wrocław          | Gwardia Gdańsk           |
| 1955  | AZS-AWF Warszawa       | Gwardia Wrocław          | Legia Warszawa           |
| 1956  | AZS-AWF Warszawa       | Legia Warszawa           | Gwardia Wrocław          |
| 1957  | AZS-AWF Warszawa       | Legia Warszawa           | AZS Kraków               |
| 1958  | AZS-AWF Warszawa       | Legia Warszawa           | Wybrzeże Gdańsk          |
| 1959  | AZS-AWF Warszawa       | Legia Warszawa           | Górnik Katowice          |
| 1960  | AZS-AWF Warszawa       | Górnik Katowice          | Legia Warszawa           |
| 1961  | AZS-AWF Warszawa       | Górnik Katowice          | Legia Warszawa           |
| 1962  | Legia Warszawa         | AZS-AWF Warszawa         | Pogoń Szczecin           |
| 1963  | AZS-AWF Warszawa       | Legia Warszawa           | Górnik Katowice          |
| 1964  | Legia Warszawa         | Gwardia Wrocław          | Górnik Katowice          |
| 1965  | AZS-AWF Warszawa       | Legia Warszawa           | Gwardia Wrocław          |
| 1966  | AZS-AWF Warszawa       | Legia Warszawa           | Gwardia Wrocław          |
| 1967  | Legia Warszawa         | AZS-AWF Warszawa         | Hutnik Nowa Huta         |
| 1968  | AZS-AWF Warszawa       | Hutnik Nowa Huta         | Legia Warszawa           |
| 1969  | Legia Warszawa         | Hutnik Nowa Huta         | AZS-AWF Warszawa         |
| 1970  | Legia Warszawa         | AZS-AWF Warszawa         | Resovia                  |
| 1971  | Resovia                | Legia Warszawa           | AZS Olsztyn              |
| 1972  | Resovia                | AZS Olsztyn              | AZS-AWF Warszawa         |
| 1973  | AZS Olsztyn            | Resovia                  | Legia Warszawa           |
| 1974  | Resovia                | AZS Olsztyn              | Płomień Milowice         |
| 1975  | Resovia                | Płomień Milowice         | AZS Olsztyn              |
| 1976  | AZS Olsztyn            | Płomień Milowice         | Avia Świdnik             |
| 1977  | Płomień Milowice       | AZS Olsztyn              | Resovia                  |
| 1978  | AZS Olsztyn            | Hutnik Nowa Huta         | Legia Warszawa           |
| 1979  | Płomień Milowice       | Hutnik Nowa Huta         | Gwardia Wrocław          |
| 1980  | Gwardia Wrocław        | AZS Olsztyn              | Legia Warszawa           |
| 1981  | Gwardia Wrocław        | Legia Warszawa           | Hutnik Nowa Huta         |
| 1982  | Gwardia Wrocław        | Legia Warszawa           | AZS Olsztyn              |
| 1983  | Legia Warszawa         | Gwardia Wrocław          | AZS Olsztyn              |
| 1984  | Legia Warszawa         | Gwardia Wrocław          | Morze Bałtyk Szczecin    |
| 1985  | Morze Bałtyk Szczecin  | Legia Warszawa           | AZS Olsztyn              |
| 1986  | Legia Warszawa         | Morze Bałtyk Szczecin    | Hutnik Nowa Huta         |
| 1987  | Morze Bałtyk Szczecin  | Hutnik Nowa Huta         | Resovia                  |
| 1988  | Hutnik Nowa Huta       | Morze Bałtyk Szczecin    | Resovia                  |
| 1989  | Hutnik Nowa Huta       | AZS Olsztyn              | Morze Bałtyk Szczecin    |
| 1990  | AZS Częstochowa        | Hutnik Nowa Huta         | AZS Olsztyn              |
| 1991  | AZS Olsztyn            | AZS Częstochowa          | Jastrzębski Węgiel       |
| 1992  | AZS Olsztyn            | AZS Częstochowa          | Stal AZS PWSZ Nysa       |
| 1993  | AZS Częstochowa        | AZS Olsztyn              | BBTS Bielsko-Biała       |
| 1994  | AZS Częstochowa        | Stal AZS PWSZ Nysa       | Czarni Radom             |
| 1995  | AZS Częstochowa        | Stal AZS PWSZ Nysa       | Czarni Radom             |
| 1996  | Płomień Sosnowiec      | Legia Warszawa           | AZS Częstochowa          |
| 1997  | AZS Częstochowa        | ZAKSA Kędzierzyn-Koźle   | Morze Bałtyk Szczecin    |
| 1998  | ZAKSA Kędzierzyn-Koźle | Morze Bałtyk Szczecin    | Stal AZS PWSZ Nysa       |
| 1999  | AZS Częstochowa        | ZAKSA Kędzierzyn-Koźle   | GTPS Gorzów Wielkopolski |
| 2000  | ZAKSA Kędzierzyn-Koźle | GTPS Gorzów Wielkopolski | AZS Częstochowa          |